# Allokermes kosztarabi
Allokermes kosztarabi är en insektsart som först beskrevs av Karl Ernst von Baer 1980.  Allokermes kosztarabi ingår i släktet Allokermes och familjen eksköldlöss. Inga underarter finns listade i Catalogue of Life.